# Movistar Team Women
Il Movistar Team Women è una squadra femminile spagnola di ciclismo su strada. È attiva dal 2018, affiancando la formazione professionistica maschile Movistar Team, e dal 2020 detiene licenza di UCI Women's WorldTeam.
Basata a Egüés, in Navarra, e diretta da Sebastián Unzué (figlio di Eusebio Unzué), dal 2021 la squadra vanta tra le proprie file la campionessa olandese Annemiek van Vleuten, che proprio in maglia Movistar si è aggiudicata nel 2021 il Giro delle Fiandre e la classifica individuale World Tour, e nel 2022 la Liegi-Bastogne-Liegi, il Giro d'Italia e il Tour de France.

## Cronistoria

### Annuario
| Anno | Codice | Nome                | Cat. | Biciclette | Dirigenza                                                         |
| ---- | ------ | ------------------- | ---- | ---------- | ----------------------------------------------------------------- |
| 2018 | MOV    | Movistar Team Women | WT   | Canyon     | Manager: Francisco Valera Dir. sportivi: Jorge Sanz               |
| 2019 | MOV    | Movistar Team Women | WT   | Canyon     | Manager: Eusebio Unzué Dir. sportivi: Jorge Sanz                  |
| 2020 | MOV    | Movistar Team Women | WTW  | Canyon     | Manager: Eusebio Unzué Dir. sportivi: Pablo Lastras, Jorge Sanz   |
| 2021 | MOV    | Movistar Team Women | WTW  | Canyon     | Manager: Sebastián Unzué Dir. sportivi: Pablo Lastras, Jorge Sanz |
| 2022 | MOV    | Movistar Team Women | WTW  | Canyon     | Manager: Sebastián Unzué Dir. sportivi: Pablo Lastras, Jorge Sanz |

### Classifiche UCI
Aggiornato al 31 dicembre 2021.
| Anno | Classifica | Pos. | Migliore cl. individuale  |
| ---- | ---------- | ---- | ------------------------- |
| 2018 | World Cal. | 10º  | Małgorzata Jasińska (21ª) |
| 2018 | World Tour | 12º  | Małgorzata Jasińska (33ª) |
| 2019 | World Cal. | 13º  | Mavi García (32ª)         |
| 2019 | World Tour | 14º  | Mavi García (37ª)         |
| 2020 | World Cal. | 16º  | Katrine Aalerud (52ª)     |
| 2020 | World Tour | 14º  | Katrine Aalerud (37ª)     |
| 2021 | World Cal. | 3º   | Annemiek van Vleuten (1ª) |
| 2021 | World Tour | 3º   | Annemiek van Vleuten (1ª) |

## Palmarès
Aggiornato al 31 luglio 2022.

### Grandi Giri
- Giro d'Italia

Partecipazioni: 5 (2018, 2019, 2020, 2021, 2022)
Vittorie di tappa: 3
2021: 1 (Emma Norsgaard)
2022: 2 (Annemiek van Vleuten)
Vittorie finali: 1
2022 (Annemiek van Vleuten)
Altre classifiche: 1
2022: Punti (Annemiek van Vleuten)
- Tour de France

Partecipazioni: 1 (2022)
Vittorie di tappa: 2
2022: 2 (Annemiek van Vleuten)
Vittorie finali: 1
2022 (Annemiek van Vleuten)
Altre classifiche: 0

### Classiche
- Giro delle Fiandre: 1

2021 (Annemiek van Vleuten)
- Liegi-Bastogne-Liegi: 1

2022 (Annemiek van Vleuten)

### Campionati nazionali
- Campionati danesi: 2

Cronometro: 2021, 2022 (Emma Norsgaard)
- Campionati francesi: 1

In linea: 2018 (Aude Biannic)
- Campionati norvegesi: 2

Cronometro: 2020, 2021 (Katrine Aalerud)
- Campionati polacchi: 2

In linea: 2018 (Małgorzata Jasińska)
Cronometro: 2018 (Małgorzata Jasińska)
- Campionati serbi: 2

In linea: 2021, 2022 (Jelena Erić)
- Campionati spagnoli: 4

In linea: 2018 (Eider Merino); 2019 (Lourdes Oyarbide)
Cronometro: 2018 (Mavi García); 2019 (Sheyla Gutiérrez)

## Organico 2022
Aggiornato al 25 luglio 2022.

### Staff tecnico
|  | Naz.              | Ruolo | Sportivo        |  |  |  |
|  | ----------------- | ----- | --------------- |  |  |  |
|  | Spagna (bandiera) | GM    | Sebastián Unzué |  |  |  |
|  | Spagna (bandiera) | DS    | Pablo Lastras   |  |  |  |
|  | Spagna (bandiera) | DS    | Jorge Sanz      |  |  |  |

### Rosa
|  | Naz.                   |  | Sportivo             | Anno |  |  |
|  | ---------------------- |  | -------------------- | ---- |  |  |
|  | Norvegia (bandiera)    |  | Katrine Aalerud      | 1994 |  |  |
|  | Francia (bandiera)     |  | Aude Biannic         | 1991 |  |  |
|  | Serbia (bandiera)      |  | Jelena Erić          | 1996 |  |  |
|  | Australia (bandiera)   |  | Sarah Gigante        | 2000 |  |  |
|  | Spagna (bandiera)      |  | Alicia González      | 1995 |  |  |
|  | Italia (bandiera)      |  | Barbara Guarischi    | 1990 |  |  |
|  | Spagna (bandiera)      |  | Sheyla Gutiérrez     | 1994 |  |  |
|  | Spagna (bandiera)      |  | Sara Martín          | 1999 |  |  |
|  | Norvegia (bandiera)    |  | Emma Norsgaard       | 1999 |  |  |
|  | Spagna (bandiera)      |  | Lourdes Oyarbide     | 1994 |  |  |
|  | Colombia (bandiera)    |  | Paula Patiño         | 1997 |  |  |
|  | Spagna (bandiera)      |  | Gloria Rodríguez     | 1992 |  |  |
|  | Cuba (bandiera)        |  | Arlenis Sierra       | 1992 |  |  |
|  | Paesi Bassi (bandiera) |  | Annemiek van Vleuten | 1982 |  |  |